# 第一代德罗赫达侯爵查尔斯·摩尔
陆军元帅第一代德罗赫达侯爵查尔斯·摩尔 KP PC (Ire)（1730年6月29日—1822年12月22日），是一位爱尔兰贵族。摩尔在1752年至1758年10月28日期间称摩尔子爵，1791年7月2日前称德罗赫达伯爵，在长期为英国效力后摩尔成为英国贵族和军官。在1746年4月詹姆斯党起义期间的卡洛登战役中，摩尔负责保护军团的旗帜，后来在爱尔兰对抗怀特男孩的行动中指挥第18轻龙骑兵团。除军职外，摩尔还担任爱尔兰下议院议员，并曾担任爱尔兰总督的首席秘书，最终成为爱尔兰军械总司令。

## 职业生涯

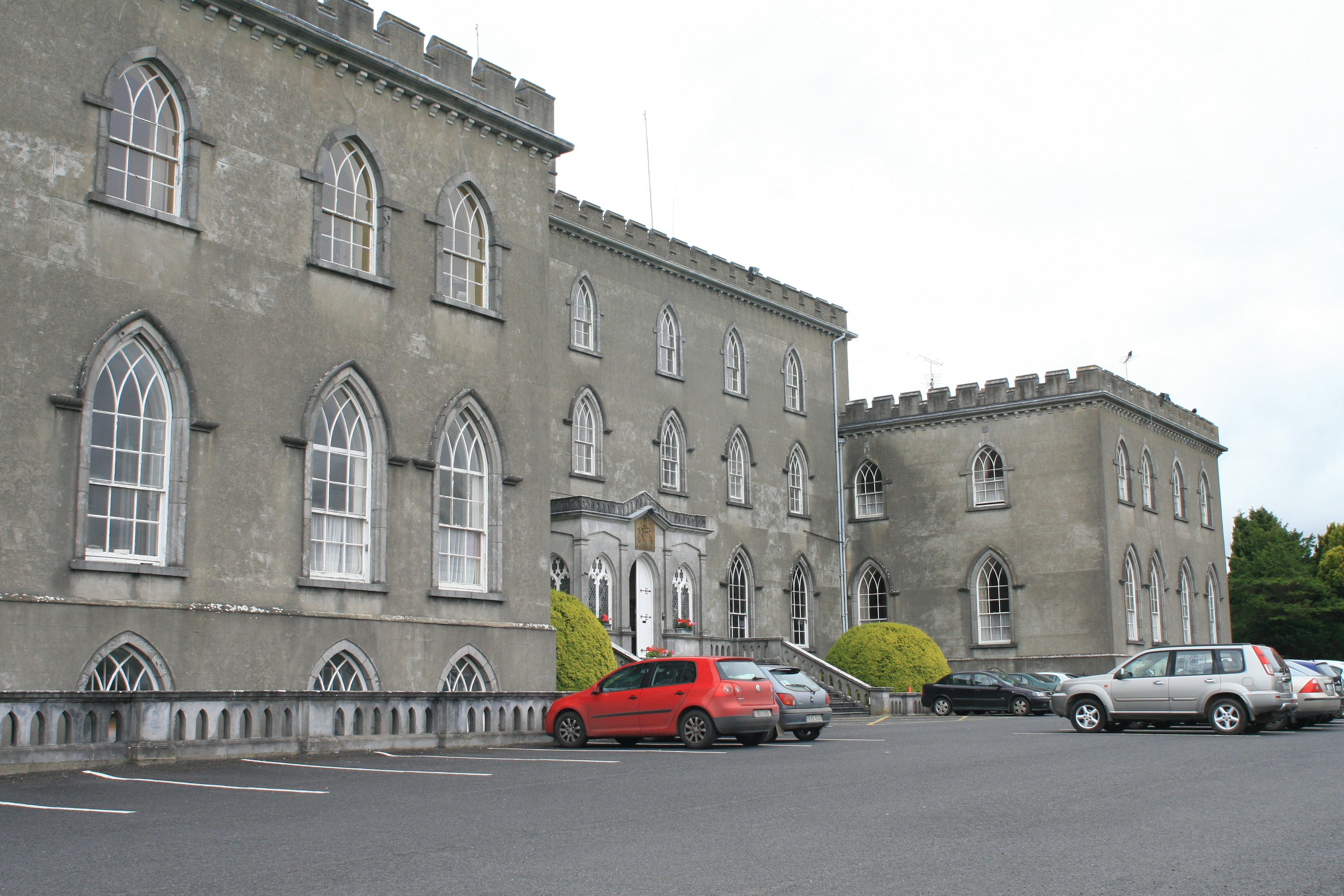
基尔代尔郡摩尔修道院

第一代德罗赫达侯爵查尔斯·摩尔是第五代德罗赫达伯爵爱德华·摩尔（Edward Moore，5th Earl of Drogheda）和莎拉·摩尔（第一代贝斯伯勒伯爵的女儿）的儿子。摩尔于1744年加入第12龙骑兵团，成为一名军官学院。1746年4月，在詹姆斯党起义期间的卡洛登战役中，摩尔负责扛起龙骑兵团的旗帜。1750年，摩尔晋升上尉，后于1752年晋升少校，最终于1755年1月18日晋升名誉中校。
1757年，摩尔成为圣卡尼斯选区的国会议员。在他父亲于1758年10月从英格兰前往都柏林的途中在海上去世后，他承袭德罗赫达伯爵爵位，是为第六代德罗赫达伯爵。1758年，摩尔当选为爱尔兰大分会会长，此后他担任该职近两年。1759年1月，摩尔成为米斯郡郡守，并于1759年12月7日成为第19轻龙骑兵团的中校团长。
1762年2月19日，摩尔晋升为名誉龙骑兵上校。摩尔后于同年8月3日成为他所在骑兵团的名誉上校。他在1762年开始的怀特男孩叛乱中指挥第18轻龙骑兵团镇压叛乱。1763年，摩尔成为爱尔兰总督的首席秘书，后于1765年成为金塞尔和查尔斯堡总督。1766年，摩尔成为爱尔兰大法官并于1767年将摩尔修道院作为他的乡间别墅。1766年和1769年，摩尔分别被任命为国王县和皇后县的荣誉执政官，这两个职位都是终身职位。
摩尔于1770年4月30日晋升少将。后于同年成为爱尔兰军械总司令和爱尔兰皇家炮兵总司令。他于1776年成为霍舍姆的国会议员，并于1777年8月29日晋升中将。1783年3月17日，摩尔获得圣帕特里克勋章，是该荣誉的第一批获得者之一。
1791年7月，摩尔家族在爱尔兰贵族中的伯爵爵位被提升为侯爵，是为德罗赫达侯爵，以表彰摩尔对政府的支持。摩尔于1793年10月12日晋升上将。1797年，他被任命为爱尔兰联合邮政局的局长之一。1801年1月，他被封为英国贵族，是为肯特郡摩尔广场的摩尔男爵。

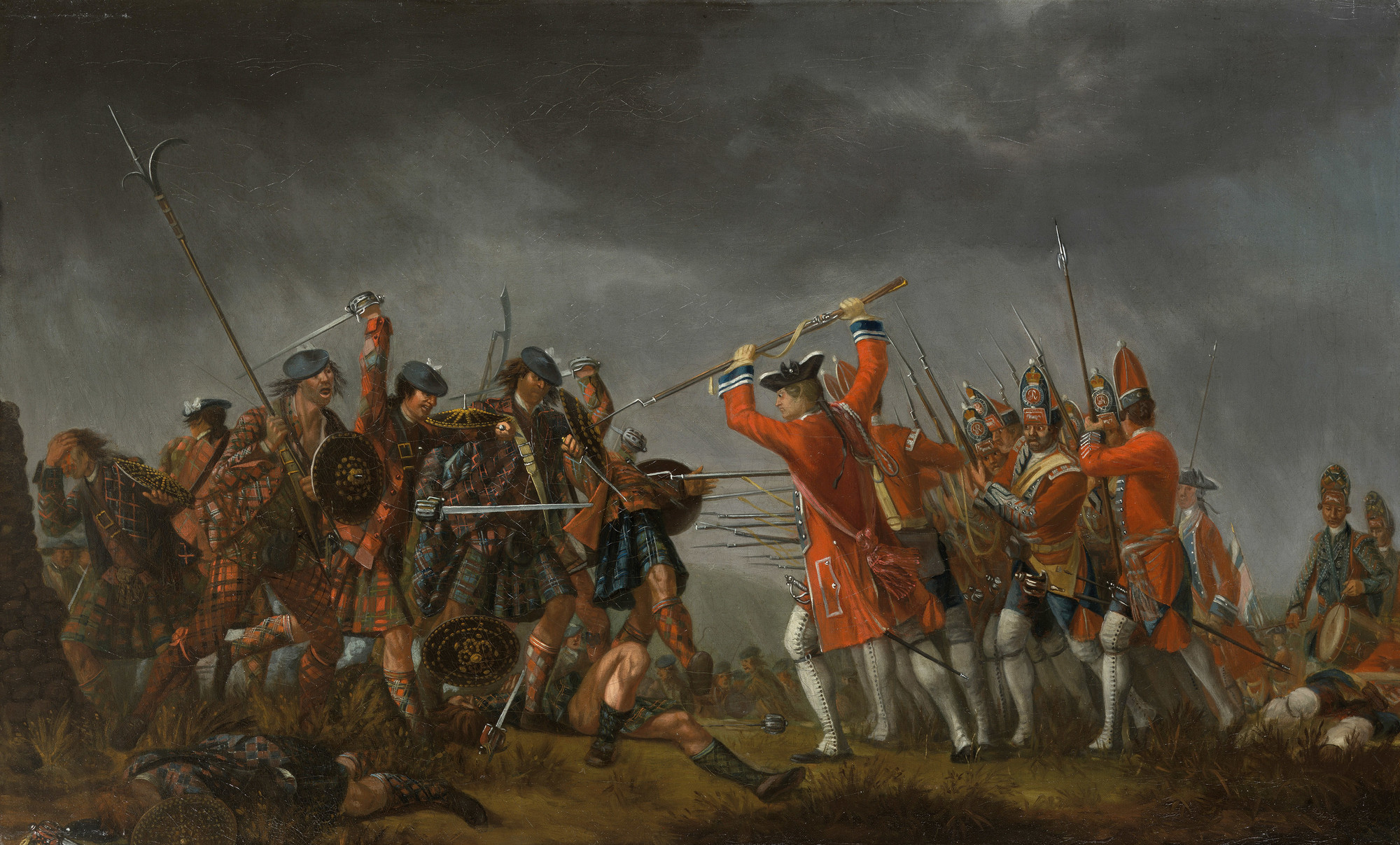
摩尔在卡洛登战役中带着军团的旗帜参加战斗

摩尔于1807年5月至11月在爱尔兰担任军备总司令，并于1821年7月17日晋升陆军元帅，他晋升元帅时已经91岁。摩尔于1821年12月22日在都柏林去世，葬于德罗赫达的圣彼得教堂。

## 家庭
1766年2月15日，摩尔与第一代赫特福德侯爵弗朗西斯·西摩·康威的女儿安妮·西摩·康威夫人（Lady Anne Seymour-Conway）结婚。夫妻二人有八个孩子，包括第二代德罗赫达侯爵查尔斯·摩尔。他妻子的家族有精神病史，这或许可以解释他们的大儿子在二十多岁时就已经出现精神失常的症状。

## 引注
1. ↑  The year is sometimes given as 1821. The Annual Biography for 1823 suggests the year was 1822, his remains arriving in Ireland in January 1823.
2. ↑  Cracroft-Brennan, Patrick. . Cracroft's Peerage.   [2014-06-15]. （原始内容存档于2014-07-14）.
3. 1 2  Drummond, Mary M. . The History of Parliament: The House of Commons 1754-1790, volume III (London, 1964). 1985: 160. ISBN 9780436304200.
4. 1 2 3 4  Dunlop, Robert. . Stearn, Roger T  (编).  線上版. 牛津大學出版社. 2004  [2014-06-15]. doi:10.1093/ref:odnb/19099. 需要订阅或英国公共图书馆会员资格
5. 1 2 3 4 5  Heathcote, p. 222
6. ↑  Waite, p. 400
7. ↑  . London Gazette. 1762-03-13.
8. ↑  Philippart, John. : 280. 1820  [2014-06-15].
9. ↑  Beatson, Robert. . 1806: 349  [2014-06-15].
10. ↑  . Turtle Bunbury.   [2014-06-15]. （原始内容存档于2021-09-25）.
11. ↑  . Cracroft's Peerage.   [2014-06-18]. （原始内容存档于14 July 2014）.
12. ↑  . London Gazette. 1770-05-05.
13. ↑  . London Gazette. 1777-09-02.
14. ↑  . London Gazette. 1783-03-18.
15. ↑  . London Gazette. 1791-07-02.
16. ↑  . London Gazette. 1793-10-15.
17. ↑  . Members Biographies. The History of Parliament Trust.   [2014-06-15]. （原始内容存档于2023-06-06）.
18. 1 2  . thepeerage.com.   [2014-06-15]. （原始内容存档于2012-06-29）.
19. ↑  . London Gazette. 1801-01-10.
20. ↑  . Edinburgh Gazette. 1821-07-24.
21. ↑  Hyde, p. 157